# Greta Thunberg
Greta Tintin Eleonora Ernman Thunberg (AFI: [ˈɡɾêːtâ ˈtʰʉ̂ːnbæ̂ɾj] ; Stoccolma, 3 gennaio 2003) è un'attivista svedese, nota per le sue battaglie a favore dello sviluppo sostenibile e contro il cambiamento climatico.
Ha ricevuto l'attenzione dei mass media per le sue manifestazioni regolari tenute davanti al Riksdag a Stoccolma, con lo slogan Skolstrejk för klimatet («Sciopero scolastico per il clima»).

## Biografia
Figlia della cantante d'opera Malena Ernman e dell'attore Svante Thunberg, quest'ultimo figlio dell'attore Olof Thunberg. All'età  di 13 anni le è stata diagnosticata la sindrome di Asperger. Anche a causa della sua notorietà, molta attenzione è stata data ai sintomi da lei manifestati e legati a questa sindrome: il disturbo ossessivo-compulsivo, il mutismo selettivo e il disturbo da deficit di attenzione/iperattività. Molto spesso queste informazioni vengono utilizzate per screditarla o per confutare le sue idee ambientaliste. Lei stessa ha parlato della sua condizione in alcune manifestazioni.
Per diminuire l'impronta ecologica della sua famiglia insiste perché i suoi congiunti diventino vegani, come lo è diventata lei. È autrice, insieme alla sua famiglia, del libro La nostra casa è in fiamme, in cui viene raccontata la sua vita con alcuni aneddoti della sua famiglia; solo in piccola parte vi si trovano riferimenti al suo impegno per la difesa dell'ambiente.

### Attivismo
Il 20 agosto 2018 Thunberg, che all'epoca frequenta il nono anno di una scuola di Stoccolma, decide di non andare a scuola fino alle elezioni legislative del 9 settembre 2018, per domandare, a fronte delle eccezionali ondate di calore e degli incendi boschivi senza precedenti che hanno colpito il suo paese durante l'estate, che il governo svedese riduca le emissioni di anidride carbonica come previsto dall'accordo di Parigi sul cambiamento climatico. Rimane seduta davanti al parlamento svedese ogni giorno durante l'orario scolastico, con lo slogan Skolstrejk för klimatet («Sciopero scolastico per il clima»).

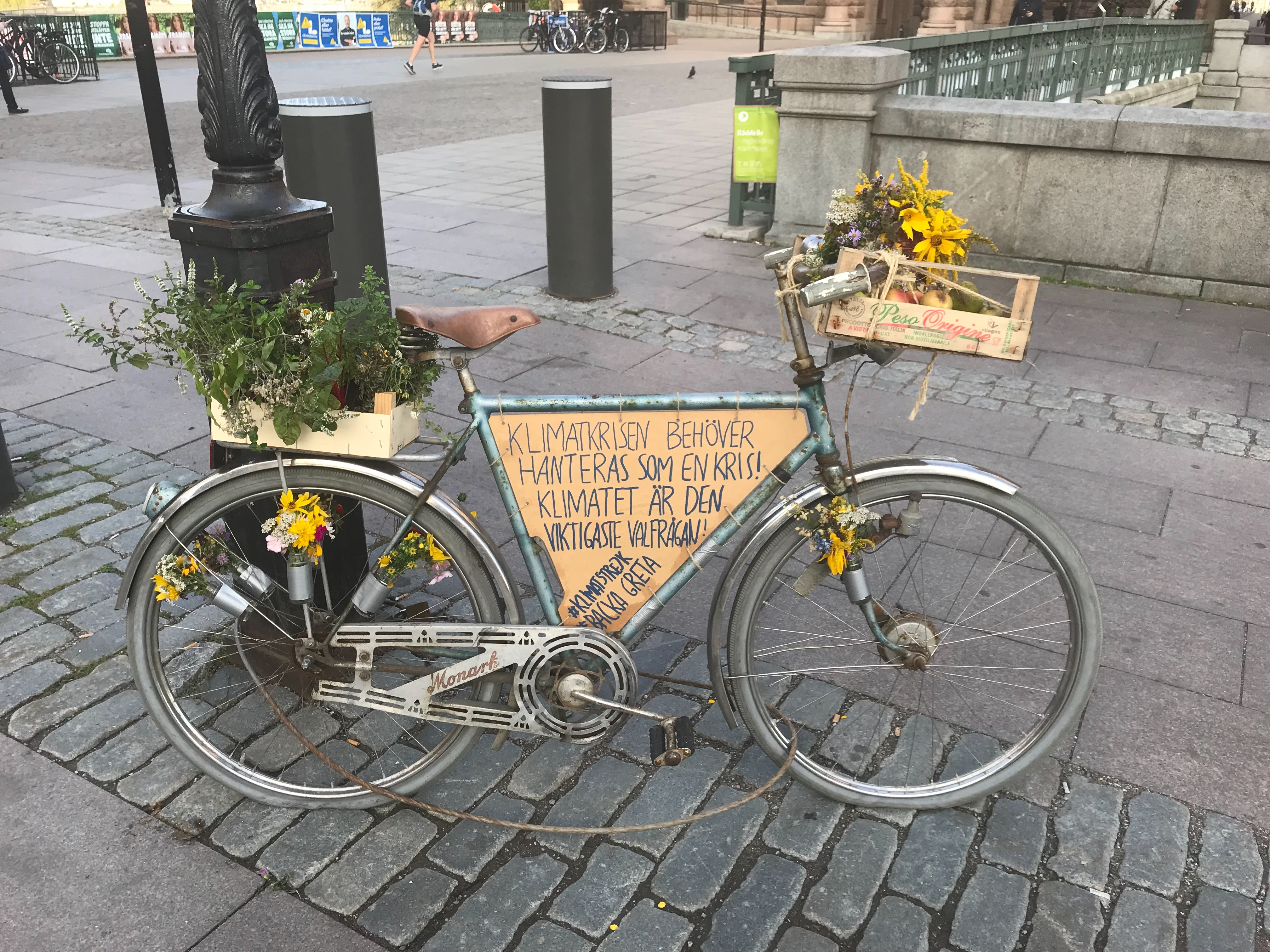
La bicicletta di Greta fotografata a Stoccolma l'11 settembre 2018. La scritta dice: «La crisi climatica dev'essere gestita da crisi! Il clima è la questione più importante!»

Anche in seguito alle elezioni, Thunberg continua a manifestare ogni venerdì, lanciando così il movimento studentesco internazionale Fridays for Future. Partecipa alla manifestazione Rise for Climate davanti al Parlamento Europeo a Bruxelles e parla alla manifestazione organizzata da Extinction Rebellion a Londra (31 ottobre 2018). Il suo sciopero del venerdì attira l'attenzione dei media in diverse nazioni e manifestazioni simili sono organizzate in altri paesi, tra cui i Paesi Bassi, l'Italia, la Germania, la Finlandia, la Danimarca e l'Australia. Qui migliaia di studenti ignorano l'appello del primo ministro Scott Morrison, che dichiara al Parlamento «ciò che vogliamo è apprendimento nelle scuole e meno attivismo».

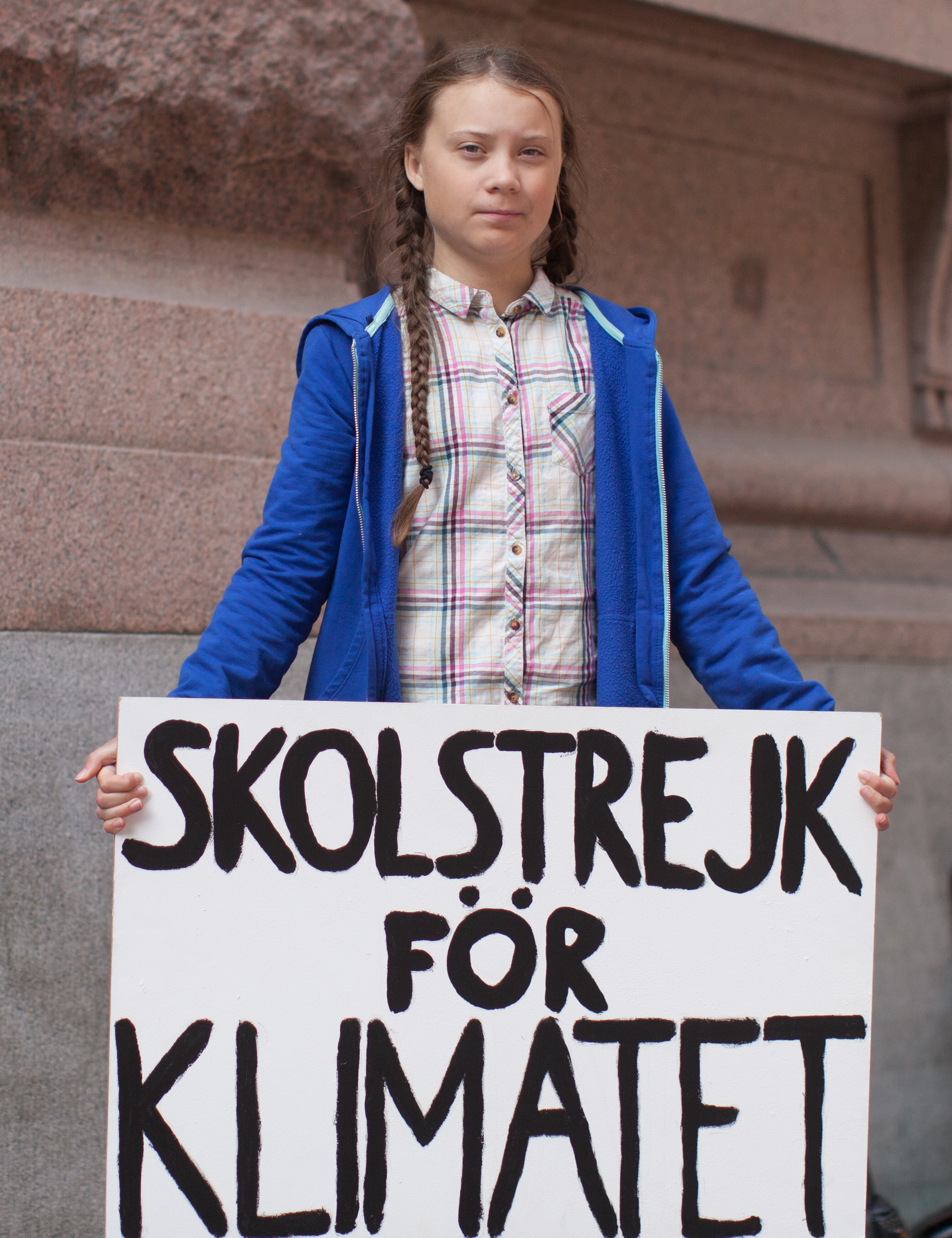
Greta Thunberg nel 2018 all'esterno del parlamento svedese; il cartello reca la scritta: «Sciopero scolastico per il clima»

Il 4 dicembre 2018 Thunberg parla alla COP24, vertice delle Nazioni Unite sui cambiamenti climatici tenutosi a Katowice, in Polonia. Thunberg spiega così la gravità del problema:
In occasione dell'ultima giornata ufficiale di lavori, il 14 dicembre 2018, dichiara dalla tribuna della COP24, parlando ai leader mondiali riuniti con parole durissime:
Il 25 gennaio 2019 interviene con un discorso molto duro al Forum economico mondiale di Davos, volto a far comprendere il panico che si dovrebbe provare di fronte ai cambiamenti climatici. Nei mesi successivi partecipa in altre manifestazioni in diverse città europee, alcune delle quali hanno una certa attenzione mediatica, come quella a Bruxelles del 21 febbraio o quella di Amburgo del 1º marzo.
Il 15 marzo 2019 si tiene lo sciopero mondiale per il futuro, al quale partecipano moltissimi studenti in 1700 città in oltre 100 paesi del mondo (un milione solo in Italia); Thunberg interviene nella manifestazione organizzata a Stoccolma, ricordando come sia necessario che i politici agiscano, dando ascolto ai moniti degli scienziati sul clima. Tra le risposte alla manifestazione c'è quella della Commissione europea, che afferma di ascoltare la richiesta dei giovani e di stare agendo in quella direzione.
Il 16 aprile 2019 parla alla commissione Ambiente del Parlamento europeo, invitando i politici europei a prendere decisioni nette e rapide per contrastare il cambiamento climatico, seguendo quanto affermato dagli scienziati; in particolare, guardando alle imminenti elezioni europee, invita i giovani ad andare alle urne e i politici ad ascoltare l'appello per il clima di tanti ragazzi che non potranno votare. Il giorno dopo partecipa all'udienza generale di Papa Francesco in piazza San Pietro a Roma, a seguito della quale ha un breve scambio di battute con il pontefice.
Tra il 14 e il 28 agosto 2019 attraversa l'oceano Atlantico da Plymouth a New York (dove è accolta da attivisti locali come Alexandria Villaseñor e Xiye Bastida) a bordo dello yacht a vela Malizia II, provvisto di pannelli solari e turbine subacquee. Il viaggio è annunciato come una traversata atlantica carbon neutral, per dimostrare l'importanza della riduzione delle emissioni sostenuta da Thunberg. Scopo del viaggio è la partecipazione al Vertice delle Nazioni Unite sull'azione per il clima di New York e alla conferenza sul cambiamento climatico COP25 a Santiago del Cile. Il 20 settembre guida a New York lo sciopero mondiale per il clima, mentre il giorno successivo parla al Palazzo di vetro al Vertice dei giovani per il clima. Il 23 settembre parla all'apertura del Climate Action Summit a margine dell'Assemblea generale delle Nazioni Unite, cui partecipavano diverse decine di capi di stato e di governo, usando parole assai dure contro la loro inazione:
Presenzia, assieme a Vanessa Nakate, alla conferenza Youth4Climate tenutasi a Milano dal 28 al 30 settembre 2021. In tale frangente, l'attivista critica nuovamente l'approccio non pragmatico, dato dalla politica, all'emergenza climatica.
Il 17 gennaio 2023 l'attivista è fermata dalla polizia di Aquisgrana durante le proteste dei manifestanti ambientalisti contro l'espansione della miniera di carbone di Garzweiler, presso Lüzerath, nello stato tedesco della Renania Settentrionale-Vestfalia; dopo essere stata identificata viene immediatamente rilasciata, potendo così recarsi a Davos per partecipare insieme ad altre attiviste a una manifestazione contro il World Economic Forum. Il 17 ottobre 2023 è arrestata a Londra per una protesta contro i giganti del petrolio. Il 6 aprile 2024 viene arrestata nuovamente nei Paesi Bassi.

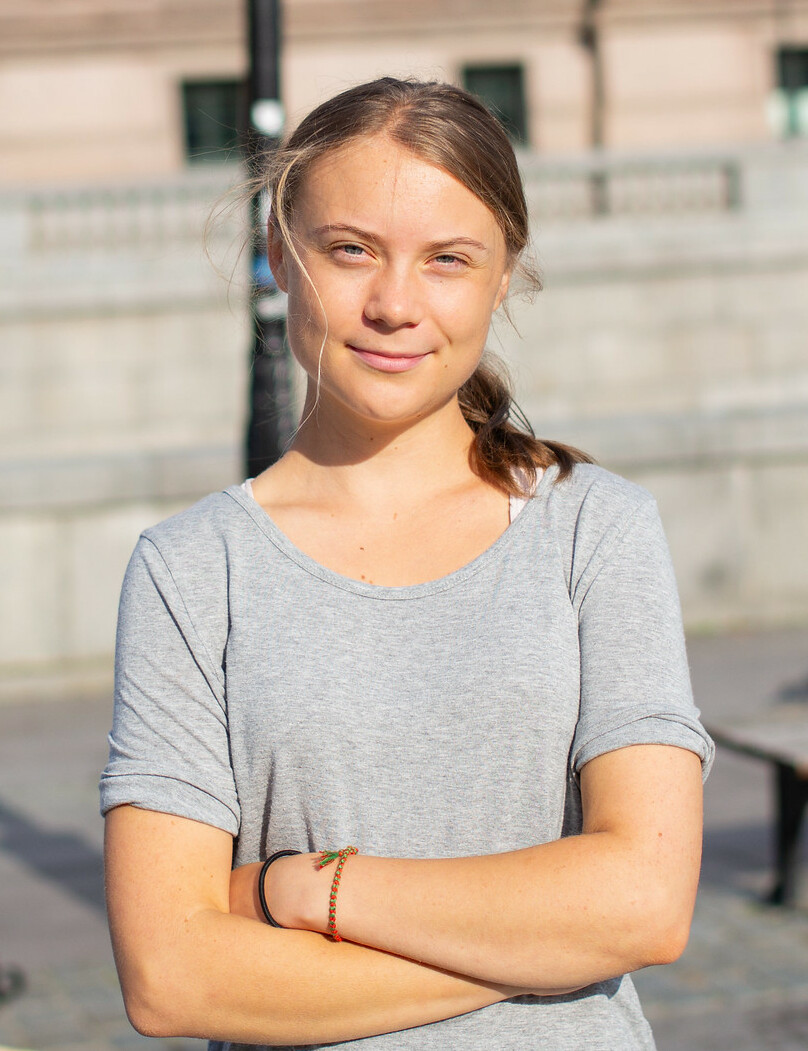
Greta Thunberg nel 2023

Attiva anche su altre tematiche geopolitiche, nel giugno 2025 Thunberg, insieme ad altri undici attivisti internazionali (fra i quali l'europarlamentare franco-palestinese Rima Hassan) prende parte alla Gaza Freedom Flotilla, una missione navale con l'obiettivo di rompere il blocco della Striscia di Gaza, intensificato da Israele durante la guerra con Hamas, e portare aiuti umanitari alla popolazione palestinese assediata. La nave con a bordo Thunberg salpa dal porto di Catania il 1º giugno, un mese e mezzo dopo un incidente in cui un drone israeliano ha colpito una missione precedente. Nella notte tra l'8 e il 9 giugno, l'esercito israeliano intercetta l'imbarcazione, battente bandiera britannica, in acque internazionali, la attacca con sostanze urticanti per poi confiscarne il carico, dirottarla al porto di Ashdod e arrestare gli attivisti a bordo, in quello che viene descritto come un crimine di guerra. Il ministro della difesa israeliano Israel Katz ordina di punire gli attivisti, definendoli «antisemiti» e «sostenitori di Hamas», mostrando loro filmati dell'attacco del 7 ottobre. Il ministro della sicurezza Itamar Ben-Gvir decide che gli ostaggi internazionali siano detenuti nel carcere di Givon a Ramle. Il 10 giugno Israele emette per i dodici un divieto d'ingresso della durata di cent'anni, per essere «entrati in Israele illegalmente»; Thunberg e altri tre membri dell'equipaggio accettano di essere rimpatriati dalle autorità israeliane, mentre gli altri rimangono detenuti. Stando alla testimonianza del giornalista Omar Faiad, un altro degli attivisti rilasciati, Thunberg avrebbe subito torture psicologiche durante la detenzione; un agente l'avrebbe tenuta sveglia per provocarle una sovrastimolazione neurologica a cui le persone affette da sindrome di Asperger sono più soggette.

## Precedenti
Nel 1992 ci fu un altro caso simile a quello di Greta: la canadese Severn Cullis-Suzuki, all'età di 12 anni, tenne un discorso a una conferenza ONU sulle questioni ambientali dal punto di vista dei giovani. Il video di quel discorso suscitò grande attenzione in tutto il pianeta.

## Nella cultura di massa
- Nel singolo di Piero Pelù Picnic all'inferno (2019), in parte dedicato a Greta Thunberg, si sentono alcune frasi da lei pronunciate.
- Nell'album Persona di Marracash, è presente una traccia intitolata Greta Thunberg - Lo stomaco.
- Il gruppo musicale The 1975 ha inserito nella prima traccia dell'album Notes on a Conditional Form (2020), un testo che si rifà al discorso che la giovane ambientalista ha tenuto all'Assemblea nazionale francese il 23 luglio 2019.[49]
- Il DJ e produttore francese Radium ha composto How Dare U, che utilizza campionamenti del discorso di Greta Thunberg all'ONU nel 2019, in cui pronunciò la frase "How dare you!". Il brano rielabora in chiave provocatoria questo momento, seguendo lo stile frenchcore caratteristico dell'artista.
- Al Carnevale di Viareggio 2020 viene rappresentata su un carro dal titolo "Home sweet home" di Lebigre Roger con un ritratto gigante della ragazza alto 7 metri che regge il globo terrestre.
- Il 3 settembre 2020 alla 77ª Mostra internazionale d'arte cinematografica di Venezia è stato presentato il documentario I Am Greta - Una forza della natura, del regista svedese Nathan Grossman, che racconta la vita della giovane attivista dall'inizio della sua protesta solitaria alla fama mondiale come guida del movimento di manifestazioni per il clima Fridays for Future[50].

### Effetto Greta

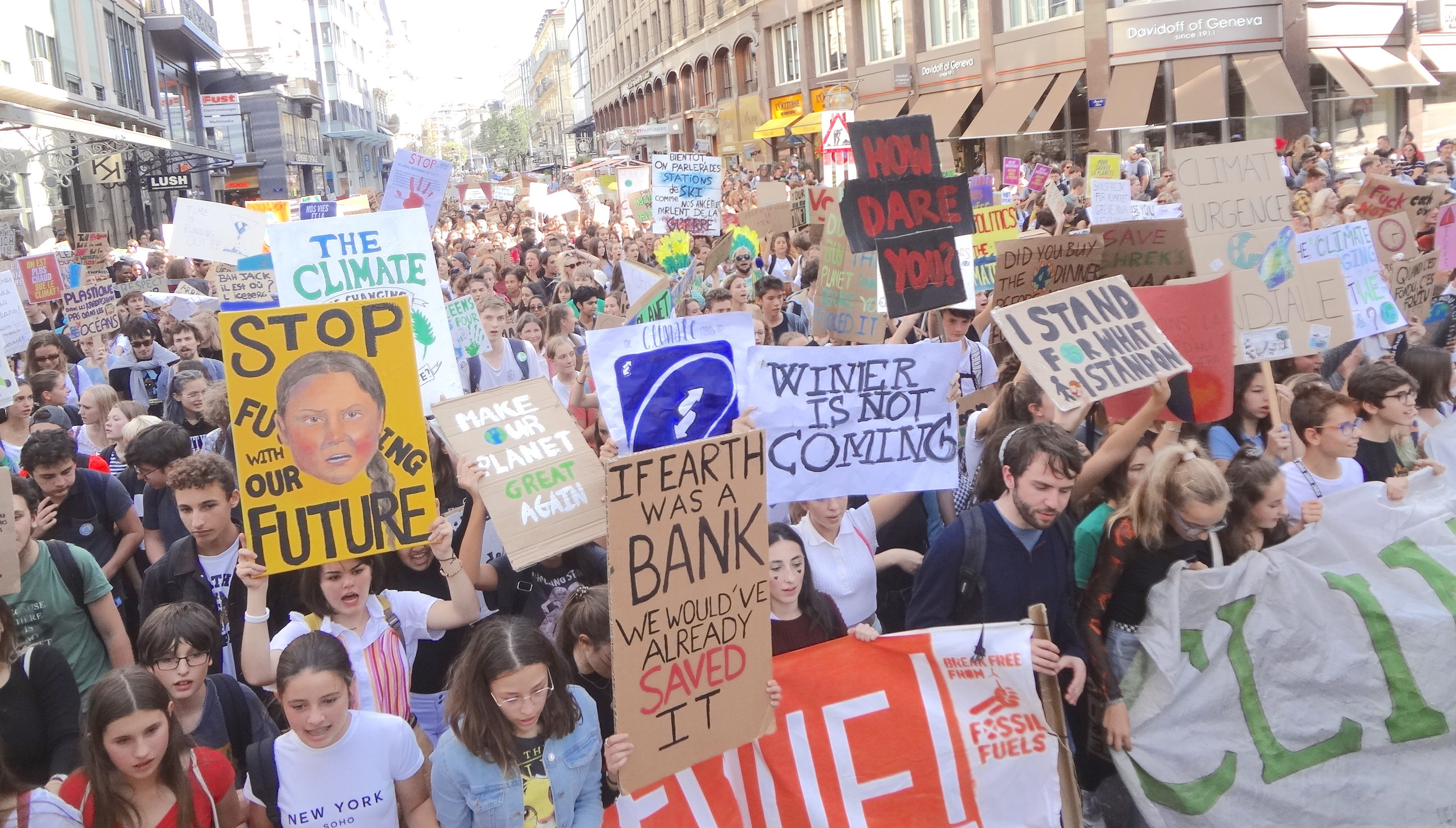
Manifestazione per il clima a Ginevra, 2019

Greta Thunberg ha ispirato un gran numero di suoi coetanei, come Vanessa Nakate e Sophia Kianni, in quello che è stato definito "effetto Greta". In risposta alla sua presa di posizione netta, vari politici hanno riconosciuto la necessità di concentrarsi sul cambiamento climatico. Il segretario britannico per l'ambiente, Michael Gove, ha dichiarato: «Quando ho ascoltato le tue parole, ho provato grande ammirazione, ma anche senso di responsabilità e colpa. Appartengo alla stessa generazione dei tuoi genitori, e riconosco che non abbiamo fatto abbastanza per affrontare il cambiamento climatico e la più grande crisi ambientale che abbiamo contribuito a creare». L'esponente del partito Laburista britannico Ed Miliband, responsabile dell'introduzione del Climate Change Act del 2008, ha dichiarato: «Ci hai svegliato. Grazie. Tutti i giovani che hanno scioperato hanno mostrato la realtà alla nostra società […] hai insegnato a tutti noi una lezione davvero importante, ti sei distinta dalla massa».
Nel febbraio 2019, Greta Thunberg ha presenziato ad un evento pubblico con l'allora presidente della Commissione europea, Jean-Claude Juncker. Quest'ultimo ha sottolineato che: «Nel prossimo esercizio finanziario 2021–2027, ogni quattro euro spesi nel bilancio dell'Unione Europea uno sarà destinato ad azioni di mitigazione del cambiamento climatico». Le questioni climatiche hanno assunto un ruolo significativo nelle elezioni del Parlamento europeo del maggio 2019 poiché i partiti verdi hanno registrato il loro miglior risultato in assoluto aumentando il numero di seggi al Parlamento europeo da 52 a 72. Gran parte dei consensi provenivano dai paesi dell'Europa settentrionale dove i giovani sono scesi in piazza ispirati da Greta Thunberg.
Nel giugno 2019, un sondaggio condotto da YouGov in Gran Bretagna ha riscontrato che la preoccupazione dell'opinione pubblica per le questioni ambientali è salita a livelli record nel Regno Unito da quando Greta Thunberg ed Extinction Rebellion hanno «perforato la bolla della negazione». Nell'agosto 2019, la pubblicazione e le vendite di libri per ragazzi sul tema della crisi climatica sono di fatto raddoppiate rispetto all'anno precedente. Gli editori attribuiscono questa crescita all'effetto Greta. Ispirati da Greta Thunberg, ricchi filantropi e investitori dagli Stati Uniti hanno donato circa $ 600 000 per supportare Extinction Rebellion e i gruppi di studenti in sciopero per il clima per istituire il Climate Emergency Fund. Trevor Neilson, uno dei filantropi, ha detto che i tre fondatori avrebbero contattato alcuni magnati loro amici per donare "cento volte" di più nelle settimane e nei mesi a venire. Nel dicembre 2019, il settimanale britannico New Scientist ha descritto l'impatto di Greta Thunberg e Extinction Rebellion con il titolo: L'anno in cui il mondo si è svegliato dinanzi al cambiamento climatico.

## Premi e riconoscimenti
- Greta Thunberg ha ricevuto vari riconoscimenti e premi nel corso del suo attivismo. Nel maggio 2018, prima dell'inizio del suo sciopero scolastico, è stata una delle vincitrici in un concorso per giovani di temi sul cambiamento climatico, del quotidiano Svenska Dagbladet. Thunberg si è rifiutata di partecipare alle cerimonie o di accettare premi se ciò le richiedeva di volare. Ha ricevuto premi da varie ONG, ma anche da istituzioni scientifiche che hanno lodato il suo successo nella sensibilizzazione.
- TIME'S 25 adolescenti più influenti del 2018, nel dicembre 2018, un elenco annuale stilato dalla rivista Time degli adolescenti più influenti del mondo quell'anno.
- Borsa di studio Fryshuset, 2018, per Young Role Model of the Year.
- Nomina al Premio Nobel per la Pace, 2019, da parte di tre deputati del parlamento norvegese. Ancora nel 2020 da due legislatori svedesi, e nel 2021.
- Donna dell'anno (Årets Kvinna), marzo 2019, premiata dal quotidiano svedese Expressen.
- Donna svedese dell'anno (Årets Svenska Kvinna), marzo 2019, assegnato dalla Swedish Women's Educational Association a "una donna svedese che, attraverso i suoi successi, ha rappresentato e portato l'attenzione sulla Svezia di oggi nel mondo intero".
- Premio Rachel Carson, marzo 2019, assegnato a una donna che si è distinta in lavori eccezionali per l'ambiente in Norvegia o a livello internazionale.
- Goldene Kamera, film e premi televisivi, marzo 2019, premio speciale Climate Action. Thunberg ha dedicato il premio agli attivisti che protestavano contro la distruzione della foresta di Hambach, minacciata dall'estrazione di lignite.
- Premio Fritt Ord, aprile 2019, condiviso con Natur og Ungdom, che "celebra la libertà di parola". Thunberg ha donato la sua parte del premio in denaro a una causa che cercava di fermare l'esplorazione petrolifera norvegese nell'Artico.
- TIME 100, aprile 2019, di Time magazine, un elenco annuale delle 100 persone più influenti al mondo per quell'anno.
- Premio Laudato sì, aprile 2019, assegnato nell'ambito della seconda enciclica di Papa Francesco, "sulla cura della nostra casa comune".
- Doctor honoris causa, maggio 2019, conferito dall'Università belga di Mons per "contributo... alla sensibilizzazione sullo sviluppo sostenibile".
- Premio Ambassador of Conscience, giugno 2019, il premio più prestigioso di Amnesty International, per la sua leadership nel movimento per il clima, condiviso con Fridays for Future.[64]
- The Geddes Environment Medal, luglio 2019, della Royal Scottish Geographical Society, per "un eccezionale contributo pratico, di ricerca o di comunicazione alla conservazione e alla protezione dell'ambiente naturale e allo sviluppo della sostenibilità".
- Honorary Fellowship della Royal Scottish Geographical Society, luglio 2019, conferita automaticamente con la medaglia Geddes.
- Prix Liberté, ricevuto a Caen, Francia, il 21 luglio 2019
- Duurzame Lintje (Nastro Sostenibile) a Den Haag, 3 settembre 2019
- Right Livelihood Award, settembre 2019, dalla Right Livelihood Foundation e noto come Premio Nobel alternativo svedese, una dei quattro vincitori del 2019, "per aver ispirato e amplificato le richieste politiche di un'azione urgente per il clima che rifletta i fatti scientifici".
- Chiavi della città di Montréal, 27 settembre 2019, dal sindaco di Montréal Valérie Plante.
- GQ Game Changer of the Year Award 2019, a settembre.
- International Children's Peace Prize, ottobre 2019, condiviso con la 14enne Divina Maloum del Camerun, assegnato dalla KidsRights Foundation.[65].
- Maphiyata echiyatan hin win (Donna che venne dai cieli), nome tribale Lakota conferito, l'8 ottobre 2019, presso la riserva indiana di Standing Rock, a seguito del sostegno all'opposizione dell'oleodotto Dakota Access, dopo essere stata invitata da Tokata Iron Eyes, una Lakota di 16 anni attivista per il clima.
- WWF Sverige Årets Miljöhjälte (eroe ambientale svedese dell'anno), nell'ottobre 2019 (è un premio ricevuto anche da sua madre Malena nel 2017)
- Premio per l'ambiente del Consiglio nordico, ottobre 2019. Thunberg ha rifiutato di accettare il premio o il premio in denaro di 350.000 corone danesi (47.000 euro a ottobre 2019), affermando che i paesi nordici non stavano facendo abbastanza per ridurre le emissioni.
- Time Person of the Year, dicembre 2019, di Time magazine, la prima destinataria nata nel 21º secolo e la più giovane di sempre. Per essere riuscita a "creare un cambiamento di atteggiamento globale, trasformando milioni di vaghe ansie notturne in un movimento mondiale che chiede un cambiamento urgente". E "per aver lanciato l'allarme sul rapporto predatorio dell'umanità con l'unica casa che abbiamo, per aver portato in un mondo frammentato una voce che trascende sfondi e confini, per aver mostrato a tutti noi come potrebbe apparire quando una nuova generazione guida". "Persona dell'anno".[66][67]
- Glamour Woman of the Year Award 2019, 12 novembre 2019, da Glamour magazine. Accettato da Jane Fonda, che cita Greta così: "Se una svedese, adolescente, appassionata di scienza, che non compra più, si rifiuta di volare, e non si è mai truccata o è stata da un parrucchiere, può essere scelta come donna dell'anno da una delle più grandi riviste di moda nel mondo, penso che quasi nulla sia impossibile".
- Nature's 10, 2019, dicembre 2019, un elenco annuale di dieci "persone che contano" nella scienza, stilato dalla rivista scientifica Nature. Per essere un "catalizzatore climatico: un'adolescente svedese [che] ha portato alla ribalta la scienza del clima e ha incanalato la rabbia della sua generazione".[68]
- Lista di Forbes delle 100 donne più potenti del mondo, 2019
- The Perfect World Foundation Award, il 28 dicembre 2019, e consegnato a Göteborg il 16 settembre 2020
- Human Act Award, in occasione della Giornata della Terra, il 22 aprile 2020, da parte della Human Act Foundation, per "i suoi sforzi senza paura e determinati per mobilitare milioni di persone in tutto il mondo per combattere il cambiamento climatico". Il premio in denaro di 100.000 dollari è stato donato all'UNICEF e raddoppiato dalla Fondazione.
- Premio Gulbenkian per l'umanità, 2020, prima destinataria di questo premio. Attraverso la sua fondazione, Thunberg ha donato il premio in denaro di 1 milione di euro "a progetti di beneficenza che combattono la crisi climatica ed ecologica e per sostenere le persone che ne affrontano i peggiori impatti, in particolare nel Sud del mondo".
- Doctor of Laws honoris causa, maggio 2021, conferito dall'Università canadese UBC Okanagan.[69]
- Women of Europe Awards, nella sezione "Attivismo della donna nell'attività giovanile" conferito il 1 dicembre 2021 dal Movimento Europeo Internazionale.[70]

### Specie denominate in suo onore
- Nelloptodes gretae, ottobre 2019, una nuova specie di coleottero del Kenya. In un articolo accademico dell'entomologo Michael Darby prende il nome da Greta Thunberg per il suo eccezionale contributo alla sensibilizzazione sui problemi ambientali e perché le antenne del coleottero hanno una vaga somiglianza con le trecce di Greta.
- Thunberga greta, giugno 2020, una nuova specie di ragno cacciatore in un nuovo genere Thunberga gen nov che prende il nome da Thunberg dall'aracnologo Peter Jäger. Entro il 2021 il genere conteneva venticinque ragni, molti nominati in onore di altri giovani ispiratori. Tutte le nuove specie provengono dal Madagascar e da Mayotte.
- Craspedotropis gretathunbergae, Schilthuizen et al., 2020, una nuova specie di lumaca di terra del Borneo descritta nella famiglia Cyclophoridae prende il nome da Thunberg e un'altra nuova lumaca d'acqua dolce della Nuova Zelanda, Opacuincola gretathunbergae, Verhaege & Haase, 2021, è dedicata a Thunberg.

## Opere
- (EN) Greta Thunberg, No One Is Too Small to Make a Difference, Penguin Books, 2019, ISBN 978-0-241-51457-3.
  -  Greta Thunberg, Nessuno è troppo piccolo per fare la differenza, traduzione di Sara Crimi e Laura Tasso, Edizioni Mondadori, 2019, ISBN 978-88-04-72112-3.
- (EN) Greta Thunberg, Svante Thunberg, Malena Ernman e Beata Ernman, Our House Is on Fire: Scenes of a Family and a Planet in Crisis, Penguin Books, 2019, ISBN 978-0-14-199288-4.
  -  Greta Thunberg, Svante Thunberg, Malena Ernman e Beata Ernman, La nostra casa è in fiamme. La nostra battaglia contro il cambiamento climatico, traduzione di Andrea Stringhetti e Silvia Canavero, Edizioni Mondadori, 2019, ISBN 978-88-04-71718-8.
- Dalai Lama e Greta Thunberg, Insieme per salvare il pianeta. Obiettivi comuni contro il cambiamento climatico, traduzione di Stefania Forlani e Giulia Pillon, Baldini+Castoldi, 2022, ISBN 978-88-9388-970-4.
- Greta Thunberg (a cura di), The Climate Book, traduzione di Massimo Parizzi e Chiara Rizzo, Edizioni Mondadori, 2022, ISBN 978-88-04-76465-6.